# Esporte Clube Radar
O Esporte Clube Radar é um clube esportivo do bairro de Copacabana, Rio de Janeiro, fundado em 1932. 
Atualmente funciona apenas como uma academia de musculação e possui equipes de luta, mas já teve equipes de futebol de areia (masculino e feminino) e futebol de campo feminino, e foi um dos pioneiros do desenvolvimento desse esporte no Brasil, após o fim da Lei que proibía a prática de futebol por mulheres em 1979.
O futebol feminino começou em 1981, por iniciativa do empresário e presidente do clube Eurico Lira, grande incentivador desse esporte. Eurico Lira também foi o técnico da equipe. Equivocadamente, algumas fontes informam ser o Radar fundado em 1981, ano da fundação do departamento de futebol feminino, porém o clube foi fundado em 1932.
O clube conquistou, em 1983, tanto o I Campeonato Estadual Feminino do Rio de Janeiro, organizado pela Divisão Feminina da FFERJ, quanto a I Taça Brasil de Futebol Feminino. E o clube repetiu esses feitos, consecutivamente, até 1988, em uma marca considerável.
Em 1988, no Torneio Experimental da FIFA, na China, a equipe do Radar foi a base da Seleção Brasileira. 
No entanto, os campeonatos femininos, que não tinham retorno de público e imprensa, vinham perdendo cada vez mais participantes, até deixarem de ser organizados. E o Esporte Clube Radar desmanchou a equipe.
Suas cores são azul e ouro, e seu símbolo um sol.

## Títulos
- Taça Brasil de Futebol Feminino - 1983, 1984, 1985, 1986, 1987, e 1988
- Campeonato Carioca de Futebol Feminino - 1983, 1984, 1985, 1986, 1987 e 1988
- Torneio Brasileiro de Clubes - 1989